# David Boreanaz

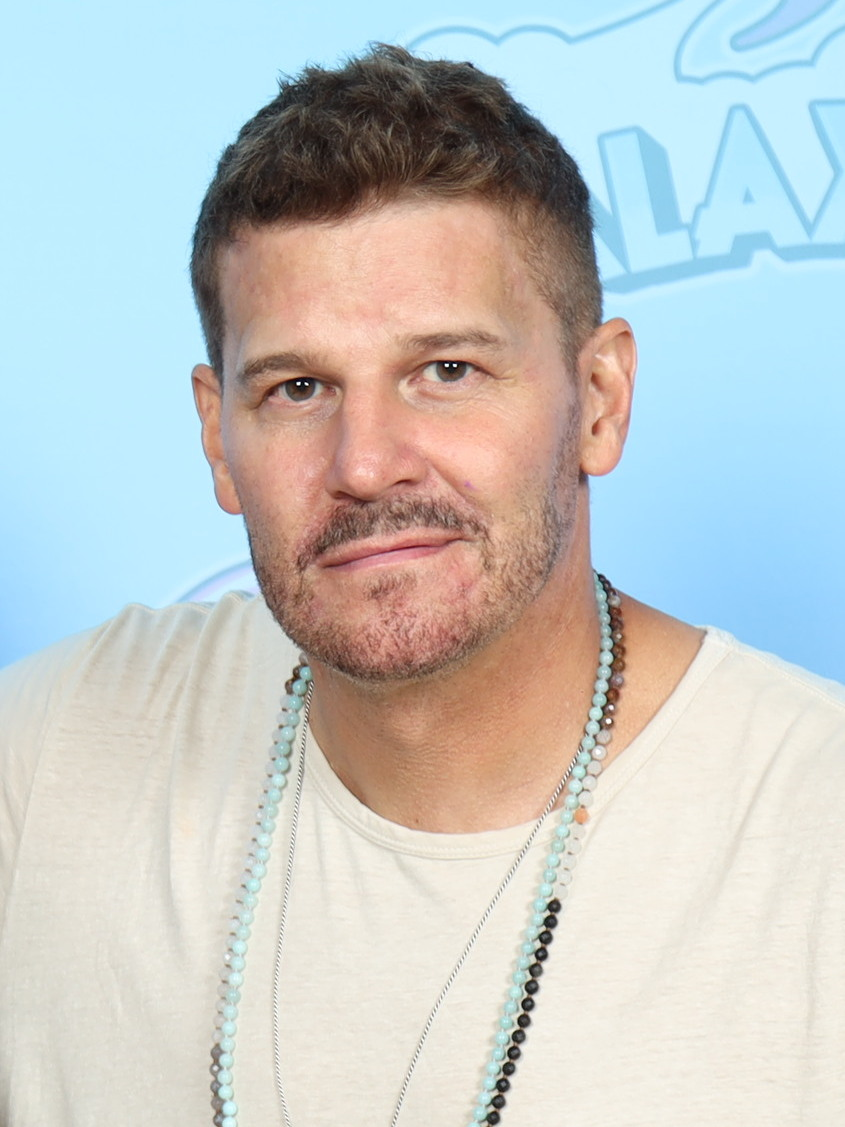
David Boreanaz (2023)

David Paul Boreanaz [bɔːriˈænəz] (* 16. Mai 1969 in Buffalo, New York) ist ein US-amerikanischer Schauspieler.

## Leben
David Boreanaz verkörperte 1993 in der Serie Eine schrecklich nette Familie einen Freund von Kelly Bundy. Danach spielte er von 1997 bis 2003 in der Serie Buffy – Im Bann der Dämonen den „guten“ (zeitweise auch bösen) Vampir Angelus, der sich seit seinem Aufenthalt in den USA Angel nennt. In Angel – Jäger der Finsternis, einem Spin-off dieser Serie, war er die Hauptfigur. Außerdem wirkte er in dem Kinofilm Schrei wenn du kannst (2001) mit. Von 2005 bis 2017 gehörte David Boreanaz zur Stammbesetzung der Krimiserie Bones – Die Knochenjägerin, wo er als FBI-Agent Seeley Booth auftrat. Boreanaz’ deutscher Synchronsprecher ist Boris Tessmann. Im Videoclip zu Didos Lied White Flag spielte Boreanaz eine wichtige Rolle.
2012 führte er Regie bei der Folge Leben nach dem Tod (1x08) der Fernsehserie The Finder mit Geoff Stults und Michael Clarke Duncan. Seit 2017 spielt er die Hauptrolle in der Fernsehserie SEAL Team und führte auch bei mehreren Folgen Regie.

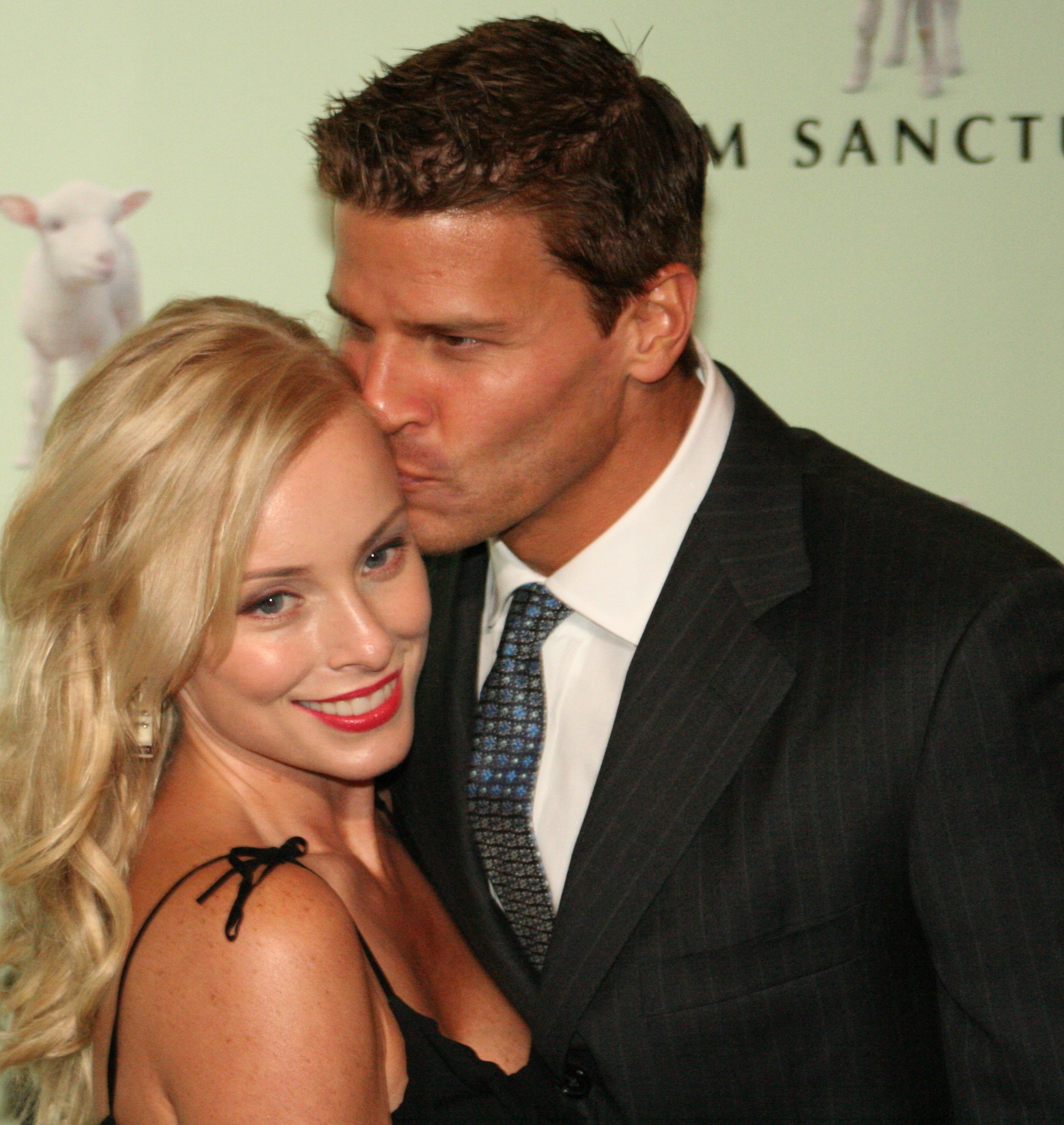
Boreanaz und seine Frau Jaime Bergman (2006)

David Boreanaz wuchs in Philadelphia auf. Im Juni 1997 heiratete er seine irische Freundin. Die Ehe wurde 1999 geschieden. Seit dem 24. November 2001 ist Boreanaz mit dem Model Jaime Bergman verheiratet. Das Paar lebt in Los Angeles und hat einen Sohn und eine Tochter.

## Filmografie (Auswahl)
Filme
- 1993: Aspen (Aspen Extreme)
- 1993: Men Don’t Lie
- 1993: Best of the Best 2 – Der Unbesiegbare (Best of the Best 2)
- 1993: Eyes of the World
- 1996: Macabre Pair of Shorts
- 2001: Schrei wenn Du kannst (Valentine)
- 2002: Alle lieben Lucy (I’m with Lucy)
- 2005: The Crow – Wicked Prayer (The Crow: Wicked Prayer)
- 2005: The Hard Easy
- 2005: These Girls
- 2006: Mr. Fix It
- 2006: Suffering Man’s Charity
- 2009: Der große Traum vom Erfolg (The Mighty Macs)
- 2013: Officer Down – Dirty Copland (Officer Down)

Fernsehserien
- 1993: Eine schrecklich nette Familie (Married with Children, Folge 7x21)
- 1997–2003: Buffy – Im Bann der Dämonen (Buffy the Vampire Slayer, 58 Folgen)
- 1999–2004: Angel – Jäger der Finsternis (Angel, 110 Folgen)
- 2005–2017: Bones – Die Knochenjägerin (Bones, 246 Folgen)
- 2010: Family Guy (Folge 9x07, Realbild in Zeichentrick montiert; „Aurora Boreanaz“)
- 2015: Sleepy Hollow (Folge 3x05)
- 2017–2024: SEAL Team